# サオ語
サオ語（サオご）。サオ語：Thau a lalawa。台湾の南投県日月潭徳化社の日月村及び水里郷大坪林の一部に居住するサオ族が使用する言語。漢字では邵語と表記される。現在話者は極めて少なく、2006年には10人程度までに話者が激減し、危機言語とされる言語の一つである。
しかし、その一方でその文化とともに復興のための努力が行われている。
日本では、言語学者の新居田純野らによる研究が長年行われ、文法書も発刊されている。
ブヌン族との通婚によりブヌン語からの借用語が多い。

## 文字
国際的にはラテン文字を用いられているが、台湾では注音符号を用いた表記も行われている。
サオ語の話者であるキラシ（Kilash Lhkatafatu／漢名：石阿松）は、台湾の簡史朗・民族学博士にサオ語を教え、それが詳しく記録され、豊富な言語資料が保存されている。
また、キラシが日本語のカタカナで自らサオ語を書き記したものが日本の言語学者、新居田純野らにより整理され、出版されている。キラシは2017年2月7日に95歳で他界した。
近年、台湾政府は師弟制による言語学習（台湾華語：「師徒制」族語學習）を実施し、広めており、サオ族の若い世代がサオ語を学習している。